# Elaeocarpus dentatus
Elaeocarpus dentatus là một loài thực vật có hoa trong họ Côm. Loài này được (J.R.Forst. & G.Forst.) Vahl mô tả khoa học đầu tiên năm 1794.

## Hình ảnh

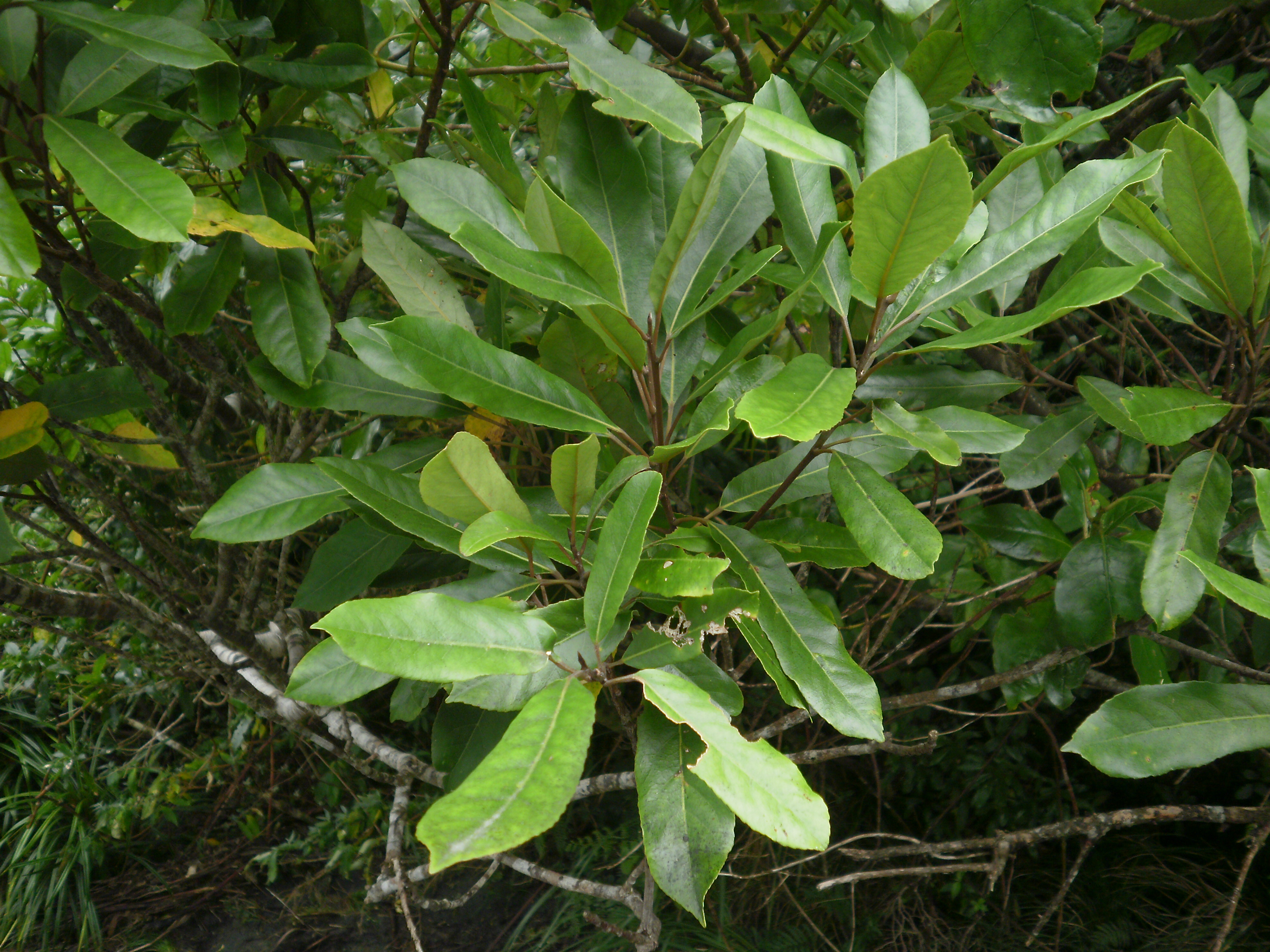
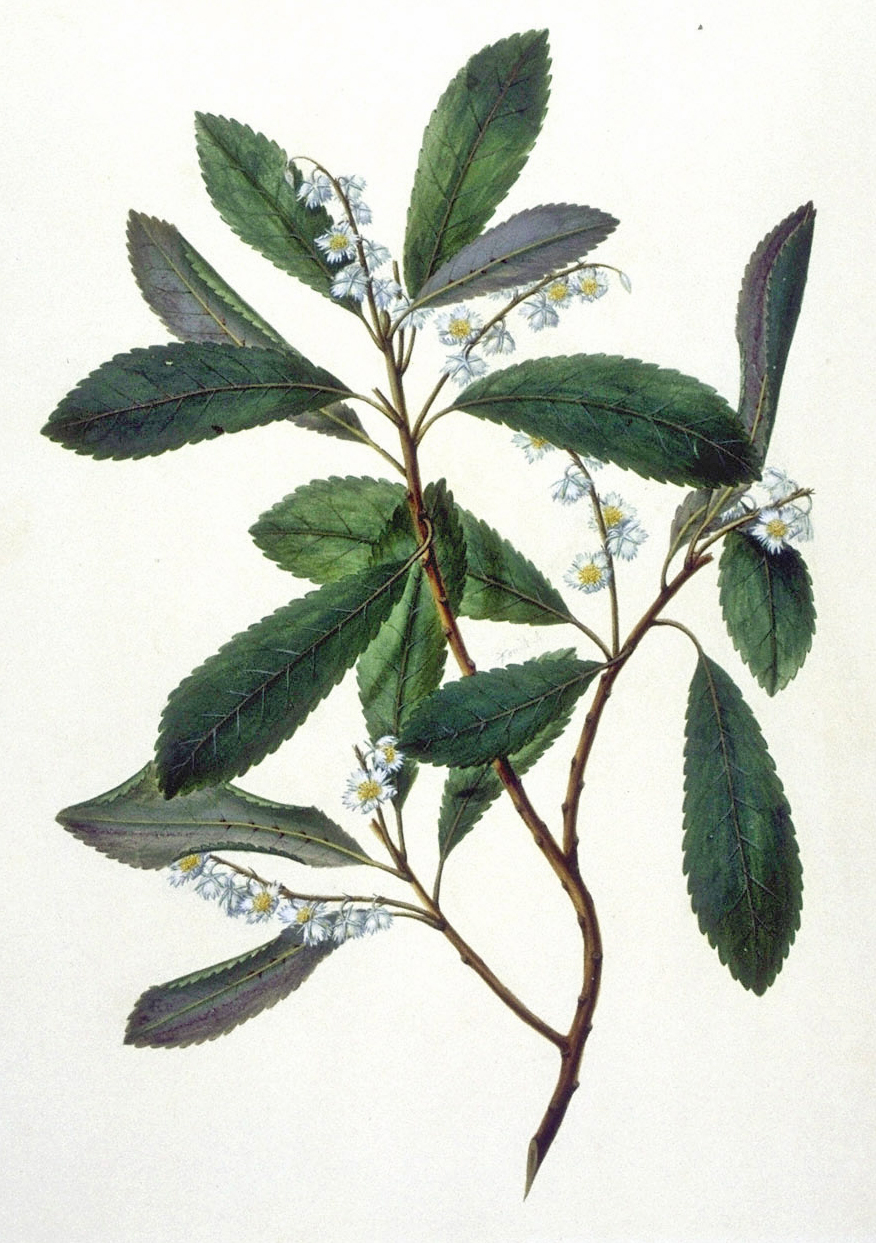